# Anteo Zamboni
Anteo Zamboni (Bologna, 11 de abril de 1911 - ibidem, 31 de octubre de 1926) fue un joven italiano que a los 15 años de edad intentó asesinar a Benito Mussolini en Bologna el 31 de octubre de 1926, al disparar contra él durante el desfile del aniversario de la Marcha sobre Roma.
Zamboni, cuyo disparo sobre Mussolini falló, fue inmediatamente atacado y linchado por los fascistas cercanos. El cuerpo del joven presentaba 14 puñaladas, un balazo de revólver y signos de estrangulamiento. El hombre que lo detuvo e identificó como autor del disparo fue el oficial de caballería Carlo Alberto Pasolini, padre del director de cine Pier Paolo Pasolini. El evento fue utilizado como palanca política por el gobierno fascista para suprimir las libertades y disolver todos los partidos de la oposición.
Los motivos de Zamboni para llevar a cabo el atentado nunca se esclarecieron. Aunque tradicionalmente se le ha considerado de ideas anarquistas, este hecho nunca ha sido demostrado. No obstante, después del atentado, su padre y su tía fueron condenados a prisión acusados de haber influido en la decisión del joven.
Posteriormente aparecieron nuevas versiones sobre el suceso, e incluso un libro que sugiere una dinámica más compleja del atentado, relacionándolo con los vínculos entre la familia de Zamboni y el político fascista Leandro Arpinati. Esta versión afirma que detrás del gesto de Zamboni se escondía un complot dentro del poder interno del fascismo, entre el ala radical vinculado a Farinacci y el encabezado por Mussolini. También se especuló que el disparo no fue efectuado directamente por Zamboni, sino por otros que culparon al joven. Por lo tanto, la muerte del supuesto atacante suicida podría haber sido causada, según algunos historiadores, por algo más premeditado que la ira colectiva de los protectores del Duce.
Una calle de Bologna, en la que se sitúan gran parte de las facultades de la ciudad, lleva el nombre del joven anarquista: la vía "Mura Anteo Zamboni". En una película sobre el intento de asesinato realizada por Gianfranco Mingozzi, Gli ultimi tre giorni (1978), Zamboni fue interpretado por Franco Lotterio.